# Piotr Passek
Piotr Bogdanowicz Passek (ros. Пётр Богданович Пассек; ur. 18 lutego 1736, zm. 22 marca 1804) – rosyjski generał en chef od 1782 roku, szambelan Katarzyny Wielkiej od 1762 roku, generał gubernator mohylewski i połocki, senator Imperium Rosyjskiego.
W 1769 roku odznaczony Orderem Orła Białego, kawaler Orderu Świętego Stanisława, Orderu św. Aleksandra Newskiego (1782) i Orderu św. Andrzeja Apostoła Pierwszego Powołania.